# Leng Tch'e
Leng Tch'e is een grindcore band uit België. 

## De naam
Leng Tch'e, of Dood door duizend sneden is een oude Chinese foltermethode waarbij het slachtoffer gedrogeerd wordt en in stukken gesneden. Het slachtoffer voelt niets, tot het te laat is en de dood onvermijdelijk is.

## Ontstaan
De band werd gevormd in het begin van 2001 en bestond toen uit:
- Sven (drums)
- Isaac (zang)
- Kevin (bass)
- Glen (gitaar)

Ze baseerden hun eigen hybride van grindcore op bands zoals Regurgitate, Hemdale, Nasum, Blood Duster en ze mixten het met rock en hardcore invloeden en doopten ze hun eigen stijl, razorgrind.

## Leden
In 2007 bestond de band uit:
- Olivier Coppens (drums)
- Serge Kasongo (zang)
- Jan Hallaert (gitaar)
- Nicolas Malfeyt (bass)

## Discografie
In 2005 tekende Leng Tch'e een contract met Relapse Records voor hun nieuwe album, The Process Of Elimination. Dit album is opgenomen in de CCR-studio's in België en is gemixt en gemasterd door Tue Madsen in de Antfarm-studio's in Denemarken. De groep keerde terug naar deze studio voor hun volgende plaat Marasmus dat werd gemixt door Fredrik Nordström (At The Gates, Arch Enemy, In Flames) en uitgebracht in 2007 op Relapse Records.
Voor hun laatste plaat Hypomanic (2010) tekende de groep bij Season Of Mist. Dit album werd gemixt en gemasterd door Russ Russell (Napalm Death, Brujeria, Evile).